# Syndesmos
The World Fellowship Syndesmos of Orthodox Youth is de enige wereldwijde orthodox-christelijke jongerenorganisatie. Het is de grootste christelijke jongerenorganisatie in de wereld.

## Geschiedenis
Syndesmos is Grieks: Σύνδεσμος voor “Band”. Het komt voor in de Apostel uit de brief die de apostel Paulus schreef aan de Efeziërs (Efez. 4:3 “En u te beijveren de eenheid des Geestes te bewaren door de band des vredes”).
Syndesmos werd vlak na de Tweede Wereldoorlog opgericht. Dit hangt samen met drie fundamentele periodes in de moderne geschiedenis van de Orthodoxe Kerk.
1. Eind 19e en eind 20e eeuw zijn er nationale staten gecreëerd op de Balkan, die nooit hadden bestaan. De oprichting van autocefale en autonome kerken is geaccepteerd in de loop der eeuwen om kerken te creëren in geografisch bepaalde gebieden. Hierdoor dreigde het gevoel van eenheid verloren te gaan en de orthodoxe gelovigen wisten soms niet meer dat ze deel uitmaakten van ‘’De Orthodoxe Katholieke en Apostolische Kerk van het Oosten’’’.
2. Door het communisme ontstonden er geïsoleerde groepen van orthodoxe christenen. Dit is de tweede periode.
3. De derde periode, mensen verlieten van oorsprong orthodoxe landen,  ook wel genoemd de orthodoxe diaspora en trokken naar niet-orthodoxe landen in West-Europa, Amerika en Australië. Als gevolg hiervan verspreidde de orthodoxie zich over de gehele wereld. De orthodoxe diaspora is nu eigenlijk een foute term. Orthodoxen in West-Europa, Amerika en Australië waren van oorsprong afkomstig uit Oost-Europa, toen was de term juist. Maar toen de tweede generatie opgroeide merkten zij dat ze deel uitmaakten van het land waar ze woonden en dat ze geen immigranten meer waren. De orthodoxe kerken in deze landen, ook in Nederland, zijn nog steeds georganiseerd als kerken in de diaspora. Met het gevolg dat er in deze landen plaatsen zijn met meerdere orthodoxe bisschoppen per plaats. Dit is niet apostolisch, wat de idee geeft dat de Orthodoxe Kerk verdeeld is.

Orthodoxie is oecumenisch, dat wil zeggen de gehele bewoonde wereld betreffend. Orthodoxie is niet per definitie Oost-Europees, Grieks of Russisch. Er zijn orthodoxen en Syndesmos-leden in vrijwel alle landen van Europa, in het Midden-Oosten, Azië, Noord- en Zuid-Amerika, Afrika, Australië en Nieuw-Zeeland. Door de bovengenoemde reden lijkt de pan-orthodoxe eenheid, die er theologisch gezien nog wel is, in de praktijk vaak afwezig.
Er waren al ontmoetingen tussen jongeren tijdens het interbellum in 1930 te Thessaloniki. Jongeren uit verschillende jurisdicties kwamen toen samen. In 1949  kwamen 25 personen samen in Chateau de Bossey in Zwitserland. In 1935 is Syndesmos opgericht in Parijs door een groep jonge orthodoxe theologen. Onder wie de aartspriesters John Meyendorf en Alexander Schmemann, de professoren Nikos Nissiotis en de latere patriarch Ignatius IV van Antiochië. Met deze jongeren-groep wilde men orthodoxe jongeren samen brengen en zo de eenheidsband binnen de Orthodoxe Kerk versterken. Men wilde hierdoor de herleving en vereniging van de Orthodoxe Kerk bereiken. In 1954 vond de tweede Generale Assemblee plaats en vonden de eerste echte ontmoetingen tussen jongeren uit verschillende jurisdicties plaats. Syndesmos kreeg al snel de zegen en steun van alle orthodoxe kerken en werkte aan de bevordering van een diepe reflectie, herleving en getuigenis van het orthodoxe christendom op diverse belangrijke punten zoals: liturgisch leven, oecumenische betrokkenheid, missionaire activiteiten en eenheid met de oriëntaals-orthodoxe kerken.  Er werd in 1961 een panorthodoxe missieraad opgericht, genaamd ‘’Porefthendes’’,  Grieks voor Ga gij. Voor dit jaar was er geen georganiseerde orthodoxe missie. Er was alleen kerstening. Dit apostolisch centrum was een onderdeel van syndesmos tot 1977. Syndesmos was hierin een wegbereider en wil geen substituut van de kerk zijn.
Op bijeenkomsten van Syndesmos zijn het gemeenschappelijk gebed en liturgie in alle talen van aanwezige deelnemers van groot belang, hierdoor verdwenen de door mensen gecreëerde nationale en culturele verschillen. Voordat het Generale Secretariaat in 1977 naar Finland verhuisde leek Syndesmos een grote familie, wat voor- en nadelen heeft. In Finland creëerde men voor het eerst een echte organisatie.

## Organisatie
Syndesmos is geen organisatie met leden, maar een broederschap, met leden van verschillende groepen van kerken, parochies en studenten. Vandaag de dag is Syndesmos uitgegroeid tot een wereldwijde broederschap met 150? Orthodoxe  organisaties en theologische scholen. Er zijn nu 118 geaffilieerde, verwante aangesloten verenigingen in 41 landen op alle continenten. Inhakend op de groeiende toenadering tussen de Orthodoxe kerk en Oriëntaals-orthodoxe kerken heeft Syndesmos inmiddels verschillende van deze kerken in haar schoot opgenomen. En zetelen 2 Vertegenwoordigers in haar raad. Syndesmos heeft de aarde verdeeld in 10 regio's. Hieruit worden 15 leden voor het dagelijks bestuur gekozen met 1 voorzitter en 3 secretarissen. Na de Generale Assemblee van 1995 op Cyprus wordt de secretaris niet door de generale assemblee, maar door het dagelijks bestuur gekozen. Het secretariaat bevindt zich in Griekenland nadat het eerder in Frankrijk, Griekenland, Libanon, Finland en Polen gevestigd was. De secretaris-generaal is  fulltime ter beschikking heeft gesteld en verantwoordelijk voor de organisatie. De voorzitter is Christophe de Aloisio. Een van de presidenten was de Nederlander Hildo Bos. Syndesmos wordt volledig bestuurd door vrijwilligers, uitgezonderd de secretaris-generaal die ingehuurd is. Syndesmos werd als non-gouvernementele organisatie erkend door de Verenigde Naties, UNESCO, de Raad van Europa en andere internationale organisaties.
Syndesmos is, ook in Nederland en België, te weinig bekend bij orthodoxe jongeren, zodat te weinig jongeren weten van de activiteiten. Het is niet ongebruikelijk dat men de orthodoxe jongeren die deelnemen aan de internationale bijeenkomsten uitleg geeft over Syndesmos, omdat anders veel jongeren deze bijeenkomsten verlaten en dan nog niet weten waar Syndesmos voor staat.
Syndesmos wordt niet gefinancierd door een Orthodoxe kerk. Zij is een onafhankelijke non-profitorganisatie en is voor de financiering van haar projecten geheel afhankelijk van lidmaatschapsgeld, schenkingen en donaties van het Oecumenisch patriarchaat van Constantinopel, de Fins-orthodoxe kerk  en andere kerken, organisaties en stichtingen en particulieren. De Grieks-orthodoxe Kerk, Cypriotisch-Orthodoxe Kerk en Amerikaans-orthodoxe Kerk (OCA) geven geen donatie, terwijl zij tot de rijkere kerken behoren.

## Doelen
Een “band van eenheid” (Grieks: Syndesmos) zijn tussen orthodoxe jongeren over de gehele wereld en het oprichten, organiseren en helpen van lokale groepen, waar het mogelijk is.
Het promoten van een betere samenwerking en bevordering van contacten tussen orthodoxe theologische scholen, seminaries en faculteiten.
Het promoten onder de orthodoxe jongeren van een verdiept en intenser begrip van het gemeenschappelijke orthodoxe geloof en hen aanmoedigen om hiervan te getuigen, en om de jongeren een gemeenschappelijke visie van de taken van de orthodoxe kerk in de moderne wereld te geven, om hun een beter inzicht te geven hoe men het orthodoxe geloof moet begrijpen in het huidige tijdperk.
Het bevorderen van relaties, samenwerking en wederzijdse hulp bij de realisering van hun taak.
Het aanzetten en assisteren van Orthodoxe jongeren om het orthodoxe standpunt te verdedigen en dit in hun relatie met andere christenen en met mensen van andere religies.

## Activiteiten
De activiteiten in de laatste decennia van de  20e eeuw hadden vooral te maken  met de veranderingen in het voormalige Oost-Europa. Men wil hier de jeugd beter bekendmaken met de Orthodoxie. Voor heterodoxen bood het openen van de grenzen gelegenheid tot proselitisme. Hier ging het met name om het bekeren van orthodoxe christenen tot een andere confessie. Jongerenwerkers en -leiders moeten weten van de gevaren van sekten en de activiteiten van Syndesmos concentreerden zich hierop.
Syndesmos krijgt regelmatig aanmoedigingen van patriarchen en bisschoppen om haar activiteiten voort te zetten en werkt aan een efficiëntere weerkaatsing van het orthodoxe geloof in de meest verscheidene gebieden. Verder ontplooit Sydesmos een vruchtbare activiteit op oecumenisch vlak en helpt mee in de missielanden, vooral in Afrika en Azië. Ten slotte bevordert het de eenheid met de Oriëntaals-orthodoxe kerken. Dit laatste was vanaf het begin een van de doelstellingen van Syndesmos en op dit gebied heeft het als enige wereldwijde pan-orthodoxe organisatie een cruciale rol gespeeld.
Communicatie en samenwerking
Syndesmos werkt en promoot samenwerking tussen orthodoxe jongerengroepen, bewegingen en scholen.
Internationale jongeren evenementen
Syndesmos organiseert regelmatig internationale jongeren festivals, kampen, pelgrimages, congressen en andere evenementen over de gehele wereld.
Studie en overdenkingen
Syndesmos organissert studiegroepen, conferenties en overleg over verschillende thema's die belangrijk zijn voor de Orthodoxe Kerk en Haar leden.
Training
Syndesmos ondersteunt orthodoxe jongerenwerkers en traint hen in hun vaardigheden voor de geestelijke verzorging van jongeren door hen te onderwijzen om kampen te organiseren, nieuwsbrieven te publiceren en hun parochies te dienen.
Onderwijs
Syndesmos zorgt voor de samenwerking tussen orthodoxe scholen. Syndesmos ontwikkelt orthodoxe onderwijsmaterialen en methoden en werkt mee aan de uitwisseling van professoren, docenten en scholen.
Missie
Syndesmos speelt een sleutelrol in de herleving van missionaire activiteiten binnen de Orthodoxe Kerk en uitvoering van missieprojecten in Afrika, Azië en andere regio's.
Christelijke eenheid
Syndesmos ondersteunt een actieve orthodoxe getuigenis binnen de oecumenische beweging, zoals de Wereldraad van Kerken en werkt samen met verschillende oecumenische bewegingen.
Media en publicaties
Syndesmos leidt en bestuurt de Orthodox Press Service en publiceert en distribueert nieuwsbrieven, boeken, rapporten, brochures, hulpbronmateriaal en gidsen.

## Trivia
- Wereldwijd zijn er voor veel orthodoxe leken maar twee pan-orthodoxe "organisaties" echt bekend, dit zijn de Heilige Berg Athos en Syndesmos.